# Cioppino

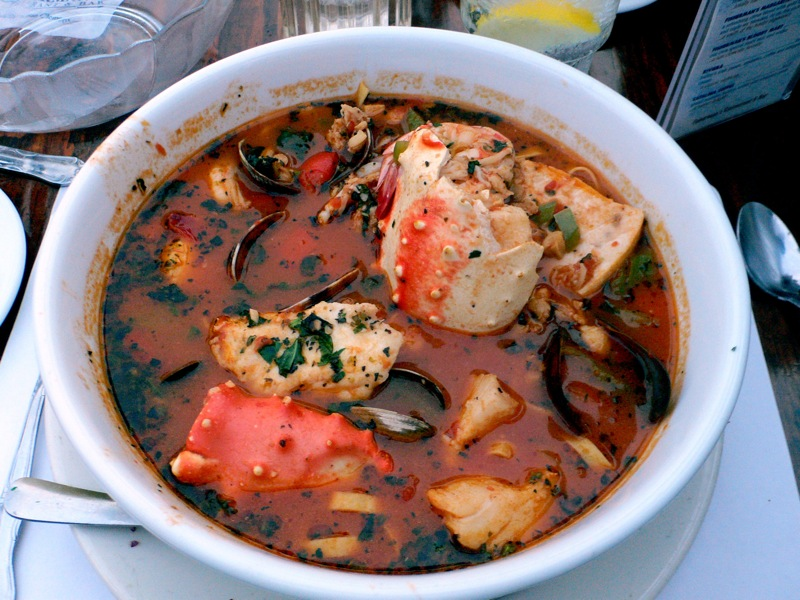
Cioppino.

Cioppino se trata de una sopa de origen italoestadounidense. La sopa se elabora como resultado de un estofado de pescados y mariscos (uno de los más habituales es el Metacarcinus magister, en español conocido como Buey del Pacífico). A veces se sirve sobre spaghetti o cualquier otro tipo de pasta alargada. El plato posee ciertas características similares a la bouillabaisse y a otras sopas de pescado y mariscos existentes en las cocinas mundiales.

## Historia
La sopa fue desarrollada a finales del siglo XIX por los pescadores italianos afincados en North Beach sección de San Francisco. Originariamente se elaboraba en los propios barcos pesqueros y posteriormente se comenzó a servir en los restaurantes italianos que comenzaron a proliferar en San Francisco. Cioppino en dialecto ligur significa picado (como Gígote).